# أوغوستا ستيفنسون
أوغوستا ستيفنسون (بالإنجليزية: Augusta Stevenson)‏ هي كاتِبة وكاتبة للأطفال أمريكية، ولدت في 1871 في إنديانابوليس في الولايات المتحدة، وتوفيت في 1929.